# Шелест, Никита Александрович
Ники́та Алекса́ндрович Ше́лест (род. 7 октября 2003, Ставрополь) — российский футболист, полузащитник белорусского клуба «Молодечно-2018».

## Биография
Родился в Ставрополе.
Футболом начал заниматься в ставропольском ДФК «Космос». Позднее перешёл в сочинскую СШ-10 (ранее ДЮФСЦ). В начале 2021 года пополнил состав академии «Ростова».
В июле 2021 года присоединился к молодёжной команде клуба «Сочи».
17 марта 2023 года перешёл в ялтинский «Рубин». 16 июля 2023 года в матче Второй лиги (дивизион «Б») против «Биолога-Новокубанск» дебютировал в профессиональном футболе.
В сезоне 2023 с клубом стал бронзовым призёром группы 1.
В январе 2024 года пополнил состав сочинской «Жемчужины», выступающей в чемпионате Краснодарского края.
6 августа 2025 года подписал контракт с белорусским клубом «Молодечно-2018». 8 августа 2025 года в матче против «Славии-Мозырь» дебютировал в чемпионате Беларуси.

## Статистика выступлений
| Выступление      | Выступление       | Выступление      | Лига | Лига | Кубки | Кубки | Итого | Итого |
| Клуб             | Лига              | Сезон            | Игры | Голы | Игры  | Голы  | Игры  | Голы  |
| ---------------- | ----------------- | ---------------- | ---- | ---- | ----- | ----- | ----- | ----- |
| Рубин (Ялта)     | Вторая лига («Б») | 2023             | 11   | 0    | —     | —     | 11    | 0     |
| Рубин (Ялта)     | Итого             | Итого            | 11   | 0    | —     | —     | 11    | 0     |
| Молодечно-2018   | Высшая лига       | 2025             | 2    | 0    | 0     | 0     | 2     | 0     |
| Молодечно-2018   | Итого             | Итого            | 2    | 0    | 0     | 0     | 2     | 0     |
| Всего за карьеру | Всего за карьеру  | Всего за карьеру | 13   | 0    | 0     | 0     | 13    | 0     |

## Достижения
«Рубин» (Ялта)
- Серебряный призёр Второй лиги (дивизион «Б», группа 1): 2023